# Rivière Mitchinamecus
Rivière Mitchinamecus är ett vattendrag i Kanada.   Det ligger i provinsen Québec, i den sydöstra delen av landet, 190 km norr om huvudstaden Ottawa.
I omgivningarna runt Rivière Mitchinamecus växer i huvudsak blandskog. Trakten runt Rivière Mitchinamecus är nära nog obefolkad, med mindre än två invånare per kvadratkilometer.